# Wilegodski rajon
Der Wilegodski rajon (russisch Вилего́дский муниципа́льный райо́н/Wilegodski munizipalny rajon) ist eine Verwaltungseinheit innerhalb der Oblast Archangelsk, Russland. Er befindet sich südöstlich der Oblasthauptstadt Archangelsk. Das Verwaltungszentrum ist das Dorf (Selo) Iljinsko-Podomskoje.

## Geographie
Der Wilegodski rajon befindet sich im äußersten Südosten der Oblast Archangelsk an den Grenzen der Oblast Kirow und der Republik Komi. Im Westen des Rajon grenzt der Kotlasski rajon und nördlich der Lenski rajon. Die Fläche des Rajon beträgt 4700 km². Von Osten nach Westen durchfließt der für den Rajon namensgebende, 321 km lange Fluss Wiled den Wilegodski rajon.

## Geschichte
Das Gebiet des heutigen Wilegodski rajon wurde bereits im zweiten Jahrtausend vor Christus von finno-ugrischen Stämmen besiedelt. Im 10. und 11. Jahrhundert wurde der russische Norden zunehmend von Nowgoroder Siedlern besiedelt. Mit der Gründung Weliki Ustjugs im Jahr 1147 verstärkte sich die Besiedlung der umliegenden Gebiete zunehmend. Im Jahr 1379 gründete der Missionar Stefan von Perm bei seiner Missionierung des Russischen Nordens zahlreiche Kirchengemeinden, zu denen auch die heute noch bestehenden Orte Iljinsk und Nikolsk innerhalb des Wilegodski rajon gehören. Im 16. Jahrhundert hatte auch die russische Kaufmannsfamilie Stroganow Besitztümer im Gebiet des Flusses Wiled. Die Stroganows gründeten in dem Gebiet um Solwytschegodsk zahlreiche Salinen. Die Schiffe für den Salzhandel wurden im heute noch bestehenden Dorf Djakonowo (Дьяконово) gebaut. Vom 16. bis 17. Jahrhundert waren die Gebiete um den Fluss Wiled Teil des Ussolski ujesd (Усольский уезд). Im 18. Jahrhundert wurden sie Teil des Solwytschegodski ujesd (Сольвычегодский уезд) innerhalb des Gouvernementes Wologda. 1918 wurde der Ujesd Teil des Gouvernementes Nördliche-Dwina (Северо-Двинская губерния).
Am 10. April 1924 wurde der Wilegodski rajon gegründet. Im Jahr 1929 wurde dieser Teil des Nördlichen Krai und 1936 Teil der Nördlichen Oblast. 1937 ging der Wilegodski rajon schließlich in den Bestand der neu gegründeten Oblast Archangelsk ein. In den darauf folgenden Jahren kam es zu einigen Gebietsreformen, bei denen Teile des Rajon an die Oblast Kirow sowie den Kotlaski und Lenski rajon abgegeben wurden.

### Bevölkerungsentwicklung
Die folgende Übersicht zeigt die Entwicklung der Einwohnerzahlen des Wilegodski rajon.
| Jahr | Einwohner |
| ---- | --------- |
| 1959 | 23.002    |
| 1970 | 18.534    |
| 1979 | 16.794    |
| 1989 | 16.616    |
| 2002 | 13.241    |
| 2010 | 11.158    |

Anmerkung: Volkszählungsdaten

## Verwaltungsgliederung
Der Rajon ist in sechs Gemeinden (муниципальное образование) unterteilt. Alle Gemeinden haben den Status einer Landgemeinde (сельское поселение). Innerhalb des Rajon befindet sich weder eine Stadt mit Stadtstatus noch eine Siedlung städtischen Typs. Im Wilegodski rajon leben 11.158 Einwohner (Stand 14. Oktober 2010), was 0,94 % der Einwohnerzahl der Oblast Archangelsk entspricht.
| Gemeinde                   | Russischer Name                | Einwohner (14. Oktober 2010) | Administratives Zentrum |
| -------------------------- | ------------------------------ | ---------------------------- | ----------------------- |
| Landgemeinde Beljajewskoje | Беляевское сельское поселение  | 237                          | Schalimowo              |
| Landgemeinde Wilegodskoje  | Вилегодское сельское поселение | 1.688                        | Wilegodsk               |
| Landgemeinde Iljinskoje    | Ильинское сельское поселение   | 5.762                        | Iljinsko-Podomskoje     |
| Landgemeinde Nikolskoje    | Никольское сельское поселение  | 980                          | Nikolsk                 |
| Landgemeinde Pawlowskoje   | Павловское сельское поселение  | 1.135                        | Pawlowsk                |
| Landgemeinde Seljanskoje   | Селянское сельское поселение   | 1.356                        | Fominsk                 |

## Wirtschaft und Verkehr
Die Hauptwirtschaftszweige des Rajon sind die Holz- und Landwirtschaft sowie die Nahrungsmittelindustrie. Der Rajon verfügt mit der Station Wiled (Станция Виледь) im äußersten Nordwesten nur über eine Anbindung an das Schienennetz der Russischen Eisenbahn.